# José da Costa Ximenes

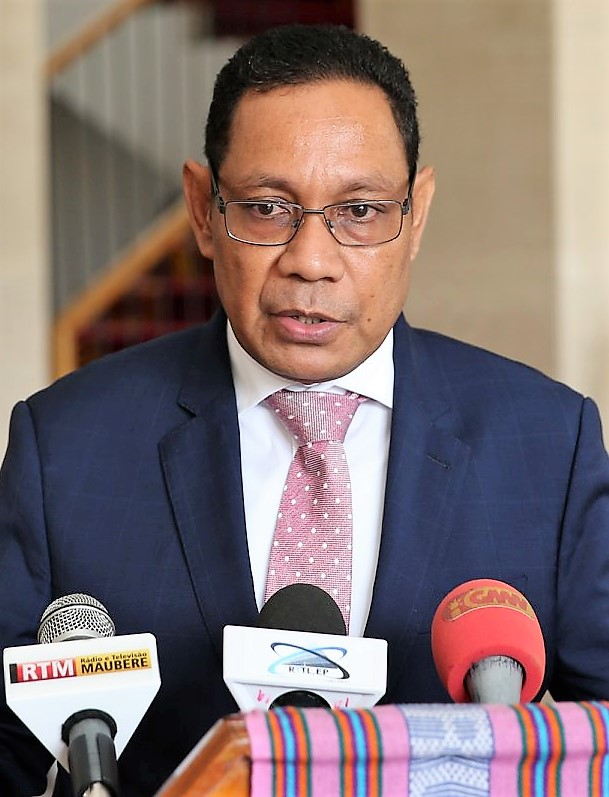
José da Costa Ximenes (2019)

José da Costa Ximenes (* 14. Juli 1971 in Baucau, Portugiesisch-Timor) ist ein osttimoresischer Jurist. Von 2013 bis 2021 war er der Generalstaatsanwalt des Landes.

## Werdegang
Von 1994 bis 1999 studierte Ximenes an der Gadjah-Mada-Universität in Yogyakarta (Indonesien) und erhielt einen Abschluss in Rechtswissenschaften. Noch unter UN-Verwaltung (UNTAET) arbeitete Ximenes von 2000 bis 2002 als stellvertretender Verwaltungsrichter am Distriktsgericht in Suai. Von Juli 2003 bis Mai 2005 war er hier Verwaltungsrichter. Parallel war Ximenes auch Richter der Special Panels for Serious Crimes (SPSC). Zwischen 2004 und 2007 nahm er an der Schulung für Staatsanwälte und Pflichtverteidiger am Legal Training Centre in Dili teil und war Professor an der Universidade da Paz (UNPAZ). Bis zum 9. Juni 2009 war Ximenes Bezirksstaatsanwalt in den Distrikten Baucau, ab Juli 2011 im Distrikt Dili.
Am 11. April 2013 berief ihn Staatspräsident Taur Matan Ruak zum Generalstaatsanwalt. Die Vereidigung folgte am 15. April im Präsidentenpalast Osttimors. Einen Monat vor Ende der Amtszeit des Staatspräsidenten verlängerte Taur Matan Ruak am 28. April 2017 die Amtszeit von Ximenes um weitere vier Jahre bis zum 28. April 2021.
2017 erhielt Ximenes den Ordem de Timor-Leste am Band.